# Lilltjärnen (Nederluleå socken, Norrbotten)
Lilltjärnen är en sjö i Luleå kommun i Norrbotten och ingår i Alåns huvudavrinningsområde.